# نانسین پری
نانسین پری (انگلیسی: Nanceen Perry؛ زادهٔ ۱۹ آوریل ۱۹۷۷) ورزشکار دو و میدانی اهل ایالات متحده آمریکا است.